# Hololepta placida
Hololepta placida är en skalbaggsart som beskrevs av Lewis 1888. Hololepta placida ingår i släktet Hololepta och familjen stumpbaggar. Inga underarter finns listade i Catalogue of Life.